# Episodi de Il virginiano (seconda stagione)
La seconda stagione della serie televisiva Il virginiano è andata in onda negli Stati Uniti dal 18 settembre 1963 al 6 maggio 1964 sulla NBC, posizionandosi al 17º posto nei rating Nielsen di fine anno con il 24,0% di penetrazione e con una media superiore ai 12 milioni di spettatori.
| nº | Titolo originale                  | Titolo italiano | Prima TV USA      | Prima TV Italia |
| -- | --------------------------------- | --------------- | ----------------- | --------------- |
| 1  | Ride a Dark Trail                 |                 | 18 settembre 1963 |                 |
| 2  | To Make This Place Remember       |                 | 25 settembre 1963 |                 |
| 3  | No Tears for Savannah             |                 | 2 ottobre 1963    |                 |
| 4  | A Killer in Town                  |                 | 9 ottobre 1963    |                 |
| 5  | The Evil That Men Do              |                 | 16 ottobre 1963   |                 |
| 6  | It Takes a Big Man                |                 | 23 ottobre 1963   |                 |
| 7  | Brother Thaddeus                  |                 | 30 ottobre 1963   |                 |
| 8  | A Portrait of Marie Valonne       |                 | 6 novembre 1963   |                 |
| 9  | Run Quiet                         |                 | 13 novembre 1963  |                 |
| 10 | Stopover in a Western Town        |                 | 27 novembre 1963  |                 |
| 11 | The Fatal Journey                 |                 | 4 dicembre 1963   |                 |
| 12 | A Time Remembered                 |                 | 11 dicembre 1963  |                 |
| 13 | Siege                             |                 | 18 dicembre 1963  |                 |
| 14 | Man of Violence                   |                 | 25 dicembre 1963  |                 |
| 15 | The Invaders                      |                 | 1º gennaio 1964   |                 |
| 16 | Roar from the Mountain            |                 | 8 gennaio 1964    |                 |
| 17 | The Fortunes of J. Jimerson Jones |                 | 15 gennaio 1964   |                 |
| 18 | The Thirty Days of Gavin Heath    |                 | 22 gennaio 1964   |                 |
| 19 | The Drifter                       |                 | 29 gennaio 1964   |                 |
| 20 | First to Thine Own Self           |                 | 12 febbraio 1964  |                 |
| 21 | A Matter of Destiny               |                 | 19 febbraio 1964  |                 |
| 22 | Smile of a Dragon                 |                 | 26 febbraio 1964  |                 |
| 23 | The Intruders                     |                 | 4 marzo 1964      |                 |
| 24 | Another's Footsteps               |                 | 11 marzo 1964     |                 |
| 25 | Rope of Lies                      |                 | 25 marzo 1964     |                 |
| 26 | The Secret of Brynmar Hall        |                 | 1º aprile 1964    |                 |
| 27 | The Long Quest                    |                 | 8 aprile 1964     |                 |
| 28 | A Bride for Lars                  |                 | 15 aprile 1964    |                 |
| 29 | Dark Destiny                      |                 | 29 aprile 1964    |                 |
| 30 | A Man Called Kane                 |                 | 6 maggio 1964     |                 |

## Ride a Dark Trail
- Prima televisiva: 18 settembre 1963
- Diretto da: John Peyser
- Soggetto di: Arthur Browne, Jr.

### Trama
- Guest star: George Savalas (Turnkey), Stuart Randall (Daley), Will J. White (Bridger), Sonny Tufts (Frank Trampas), Dort Clark (sceriffo), Hal Baylor (Flake), Carol Byron (Winnie), John Cliff (commerciante), Royal Dano (Faraway), Charles Fredericks (Fitch), Richard Garland (vicesceriffo), Buzz Martin (Lon Mortison), Read Morgan (Mort), Carleton Young (giudice Drucker)

## To Make This Place Remember
- Prima televisiva: 25 settembre 1963
- Diretto da: Robert Ellis Miller
- Scritto da: Harold Swanton

### Trama
- Guest star: William Mims (York), Catherine McLeod (Amy Sturgis), Herb Vigran (Arthur Wyman), Mark Tapscott (Mannion), James Bell (dottor David T. Harvey), Joan Blondell (Rosanna Dobie), William Bramley (Charlie Tressider), Virginia Christine (Leora Tressider), John Dehner (Frank Sturgis), William Fawcett (Jethro), Duane Grey (ubriaco), John Hoyt (giudice Harper), Joanna Crawford (Milly DeWitt)

## No Tears for Savannah
- Prima televisiva: 2 ottobre 1963
- Diretto da: Don McDougall
- Scritto da: William R. Cox, Carey Wilber

### Trama
- Guest star: Joanna Moore (Jane Dent), Stephen McNally (sceriffo Avedon), Everett Sloane (Henry T. Madden), Gena Rowlands (Savannah), Robert Coleman (Gordon Madden), Arthur Franz (Fitz Warren), Harold Gould (pubblico ministero Black), Don Wilbanks (vice)

## A Killer in Town
- Prima televisiva: 9 ottobre 1963
- Diretto da: John English
- Scritto da: Bob Duncan, Wanda Duncan

### Trama
- Guest star: William Smith (Andy Adams), Arch Johnson (dottor Ashley), Ruth Lee (Mrs. Drummond), Kay Stewart (Mrs. Goren), Jim Boles (Mr. Goren), Broderick Crawford (George Wolfe), Raymond Guth (Carley), Jim Hayward (Cy Grove), Barbara Werle (Mrs. Lemon)

## The Evil That Men Do
- Prima televisiva: 16 ottobre 1963
- Diretto da: Stuart Heisler
- Scritto da: Frank Chase

### Trama
- Guest star: Jon Locke (Johnson), Don Kelly (Deke), Simon Scott (Warden Fred Harris), Robert Redford (Matthew Cordell), Patricia Blair (Rita Marlow), Frank Chase (Wrangler), Leonard P. Geer (conducente della diligenza), L.Q. Jones (Belden), Jack Catron (guardia carceraria)

## It Takes a Big Man
- Prima televisiva: 23 ottobre 1963
- Diretto da: Bernard McEveety
- Scritto da: Harry Kronman

### Trama
- Guest star: Ryan O'Neal (Ben Anders), Lloyd Nolan (Wade Anders), Bobs Watson (commesso), Chris Robinson (Henry 'Hank' Anders), Pamela Austin (Judy), Russ Bender (barista), Lew Brown (Whitey), Ron Burke (mandriano), Robert Cornthwaite (reverendo), Bill Idelson (uomo al deposito delle diligenze), Tina Menard (Little Fawn), Jack Big Head (indiano)

## Brother Thaddeus
- Prima televisiva: 30 ottobre 1963
- Diretto da: John English
- Scritto da: William Fay

### Trama
- Guest star: Joseph Mell (barista), Joe Maross (Homer Slattery), Bronwyn Fitzsimmons (Sorella St. Jonas), Joe Scott (Grover), Harry Antrim (conducente del treno), Kathie Browne (Floss Delaney), William Challee (Duffy), Clancy Cooper (vicesceriffo Joe Webb), Christopher Dark (Benny Caboose), John Harmon (Harry Finnegan), Albert Salmi (Willie 'Brother Thaddeus' Kane), Anne Ayars (Sorella St. Luke), Bobby Buntrock (Andrew), Dee Carroll (Edna Finnegan), Edward Colmans (padre Blaise), Richard Devon (Arthur Faber), Stephen Price (Lester)

## A Portrait of Marie Valonne
- Prima televisiva: 6 novembre 1963
- Diretto da: Earl Bellamy
- Scritto da: Dean Riesner

### Trama
- Guest star: Adam Roarke (Jimmy Raker), Peter Mark Richman (Johnny Madrid), Ron Soble (Emmett), Orville Sherman (becchino), Oscar Beregi, Jr. (Robaire), Peter Brocco (Ramussen), Gilbert Green (capitano Larkin), Skip Homeier (sergente Danny Bohannon), Clegg Hoyt (Rough Neck Drunk), June Kyoto Lu (cameriera), Edward Holmes (Desk Sgt. Johnson), Ken Lynch (Big Jim Todd), Tyler McVey (Perkins), Ottola Nesmith (anziana), Marge Redmond (Hazel Bailey), Madlyn Rhue (Marie Valonne), Henry Wills (Corfino)

## Run Quiet
- Prima televisiva: 13 novembre 1963
- Diretto da: Herschel Daugherty
- Scritto da: Norman Katkov, Ed Adamson

### Trama
- Guest star: Stacy Harris (Harry Clark), Tim Graham (Tooney), Mark Tapscott (vice), L.Q. Jones (Andy), Ina Victor (ragazza nel saloon), Slim Pickens (Slim), Ollie O'Toole (negoziante), Gail Kobe (Ruth Ferris), Lew Gallo (Vince), Stephen Coit (Freightmaster), Don 'Red' Barry (Dugan), Jan Arvan (cuoco), William Boyett (Cadwell)

## Stopover in a Western Town
- Prima televisiva: 27 novembre 1963
- Diretto da: Richard L. Bare
- Scritto da: Carey Wilber

### Trama
- Guest star: Robert F. Simon (Ben Wainwright), Dick York (Jeff Tolliver), Joan Freeman (Caroline Witman), Warren Oates (Corbie), Lillian Bronson (zia Grace)

## The Fatal Journey
- Prima televisiva: 4 dicembre 1963
- Diretto da: Bernard McEveety
- Scritto da: John Hawkins

### Trama
- Guest star: Steve Ihnat (Stub O'Dell), Sandy Kenyon (professore), Charlie Briggs (Hank Stram), Berkeley Harris (Denver), Bob Kline (Wentworth), Mickey Simpson (Moose), Vic Perrin (Ben Dixon), Ollie O'Toole (Jackson), John Milford (Jasper Horn), David McLean (Troy), Robert Lansing (George Calhoun), William Bakewell (Sam Branch)

## A Time Remembered
- Prima televisiva: 11 dicembre 1963

### Trama
- Guest star: Barry Russo (Carl), Sam Edwards (impiegato dell'hotel), Paul Comi (Elliott Powers), Yvonne DeCarlo (Helen Haldeman aka Elena), Bill Zuckert (George Kingston), Vince Williams (impiegato di corte), Melinda Plowman (Karen), Oliver McGowan (giudice Benson), William Bakewell (Nate)

## Siege
- Prima televisiva: 18 dicembre 1963

### Trama
- Guest star: Holly Bane (commerciante), Thomas Bellin (Sam Oliver), Ray Montgomery (uomo d'affari), John Zaremba (becchino), Ronnie Rondell, Jr. (Commanchero), Ned Romero (Angelo), David Perna (commanchero), Nestor Paiva (Charley Sanchez), Ron Hayes (Marshal Brett Cole), Edward Faulkner (giocatore), Elinor Donahue (Carole Cole), Philip Carey (Duke Logan), Joseph Campanella (Pedro Lopez), Peter Brooks (Brooks), Myron Healey (Yance Cooper)

## Man of Violence
- Prima televisiva: 25 dicembre 1963
- Diretto da: William Witney
- Soggetto di: James Patrick

### Trama
- Guest star: William Bryant (Judson), DeForest Kelley (tenente Beldon), Robert Brubaker (maggiore Herbert), Holly Bane (sergente), Stewart Bradley (sceriffo), Harry Shannon (zio Josh), Leonard Nimoy (Wismer), Peggy McCay (Helen Hammond Judson), Jim Goodwin (capitano Perkins), Barry Cahill (Mr. Pierce), Michael Pate (Mike McGoff), Ron Burke (tenente)

## The Invaders
- Prima televisiva: 1º gennaio 1964
- Diretto da: Bernard McEveety
- Scritto da: Donn Mullally

### Trama
- Guest star: Terry Frost (Anderson), Ralph Manza (Harry the Barber), Paul Comi (Harold Braden), Sam Edwards (impiegato dell'hotel), Robert Williams (Charles Evans), Dan White (Edwards), Rees Vaughn (Kevin Tyrone), Bing Russell (John Rudd), Jim McMullan (Tom Tyrone), Ed Begley (Mike Tyrone)

## Roar from the Mountain
- Prima televisiva: 8 gennaio 1964
- Diretto da: Earl Bellamy
- Soggetto di: Franklin Barton, Carey Wilber

### Trama
- Guest star: Jack Klugman (Charles Mayhew), Émile Genest (Louis Dubois), Blair Davies (dottor Sadler), Joyce Bulifant (Nancy Mayhew)

## The Fortunes of J. Jimerson Jones
- Prima televisiva: 15 gennaio 1964

### Trama
- Guest star: Austin Green (operatore del telegrafo), Jonathan Hole (impiegato dell'hotel), John Banner (August), Ann Doran (Maggie Hyeth), Jeanne Cooper (Julia Montgomery), Jerry Adler (facchino), Peter Adams (Duncan St. John), Maurice McEndree (facchino), Davis Roberts (cameriere), Pat O'Brien (J. Jimerson Jones), David Macklin (Eddie Tighe), Norman Leavitt (Fowler), Tol Avery (generale Pierpont J. Caswell)

## The Thirty Days of Gavin Heath
- Prima televisiva: 22 gennaio 1964
- Diretto da: John Florea
- Scritto da: Mel Harrold

### Trama
- Guest star: Leonard P. Geer (cocchiere), Robert Williams (cittadino), Don Hanmer (Gentry), Brendan Dillon (Oliphant), Jimmy Joyce (Sam Hardesty), Leo Genn (Gavin Heath), Bob Kline (cameriere), Ina Victor (Sally), Bill Zuckert (sindaco Wilkins), Dean Harens (sacerdote)

## The Drifter
- Prima televisiva: 29 gennaio 1964

### Trama
- Guest star: Frank Albertson (sceriffo Webb), Chuck Courtney (Jerry), Holly Bane (Shorty), Tyler McVey (Matthew Barclay), Jackie Russell (Billie), Gregg Palmer (Sunday), Rex Holman (Donovan), Mariette Hartley (Maria Peterson), Michael Forest (Hugh Stager), Leif Erickson (Peterson), Cal Bartlett (Dolan)

## First to Thine Own Self
- Prima televisiva: 12 febbraio 1964
- Diretto da: Earl Bellamy
- Scritto da: Les Crutchfield

### Trama
- Guest star: Frank Maxwell (Silas), Mary La Roche (Alma Reese), John Truax (passeggero della diligenza), Jan Merlin (Reese), Bruce Dern (Pell), Claire Wilcox (Melanie)

## A Matter of Destiny
- Prima televisiva: 19 febbraio 1964
- Diretto da: Maurice Geraghty
- Scritto da: Al C. Ward

### Trama
- Guest star: Jean Hale (Janet Lawrence), Peter Graves (Robert Gaynor), Jess Kirkpatrick (Mr. Lawrence), Richard Jaeckel (Pat Wade), Stephen Coit (Fred), Craig Duncan (Norris), Bill Erwin (Bevers), Robert Williams (Evan Barnes)

## Smile of a Dragon
- Prima televisiva: 26 febbraio 1964
- Diretto da: Andrew V. McLaglen
- Soggetto di: Borden Chase

### Trama
- Guest star: Kam Tong (Ning Yang), Buck Taylor (vicesceriffo Plumb), Patricia Morrow (Ellie Marden), Kenneth Hudgins (barista), Richard Carlson (sceriffo Marden), Phyllis Coates (Mrs. Marden), Pitt Herbert (addetto al telegrafo), Frank Overton (Mr. Umber), Hank Patterson (vecchio), Stephen Price (Jonathan Marden), Miyoshi Umeki (Kim Ho)

## The Intruders
- Prima televisiva: 4 marzo 1964

### Trama
- Guest star: Mickey Simpson (Bear Bristow), Frances Morris (Mrs. Wingate), Larry Perron (Indio), David McMahon (conducente), Darren McGavin (Mark Troxel), E. J. Andre (Alex il cuoco), David Carradine (Utah Kid), Iron Eyes Cody (capo indiano Black Feather), David Macklin (Eddie Tighe), Hugh Marlowe (Clay Billings), Rodd Redwing (guerriero di Black Feather)

## Another's Footsteps
- Prima televisiva: 11 marzo 1964

### Trama
- Guest star: Sheree North (Karen Anders), John Mitchum (Pooch), John Agar (Tom Anders), Paul Petersen (Dan Grant), Barry Cahill (barista), Richard Garland (Stevens), Dennis Holmes (Tim Anders), Robert Karnes (sceriffo di Concho), George Keymas (indiano), Peter Mamakos (Smudge), Mort Mills (Garrett), Jon Drury (Tolliver)

## Rope of Lies
- Prima televisiva: 25 marzo 1964
- Diretto da: Herschel Daugherty
- Scritto da: Les Crutchfield

### Trama
- Guest star: Sammy Reese (Squeaker), Diana Millay (Alva Lowell), Doodles Weaver (capostazione), William Smith (Bill), Peter Breck (Carver), Perry Cook (Toby), John Daheim (Bard), Paul Fix (Ebberly Packis), Henry Hunter (Mr. Makely), Barry Kelley (pubblico ministero), Walter Woolf King (giudice Bradford), Chief Yowlachie (indiano)

## The Secret of Brynmar Hall
- Prima televisiva: 1º aprile 1964

### Trama
- Guest star: Virginia Gregg (Mrs. Tyson), Mark Goddard (Richard), Tom Skerritt (Rev. Paul Martin), Edward Platt (Stuart Brynmar), Brooke Bundy (Jenny), Victor French (Michael), Jane Wyatt (Mrs. Sarah Brynmar)

## The Long Quest
- Prima televisiva: 8 aprile 1964

### Trama
- Guest star: Ruta Lee (Judith Holly), J. Pat O'Malley (Samuel Bowman), Patricia Breslin (Mary Ann Martin), Joseph Campanella (Corbett), Whit Bissell (Andrew Cass)

## A Bride for Lars
- Prima televisiva: 15 aprile 1964
- Diretto da: Earl Bellamy

### Trama
- Guest star: Barbara Werle (Betty), John Qualen (Gosta Swenson), Rick Falk (Sven Norstrund), Peter Whitney (Lars Holstrom), Katherine Crawford (Anna Swenson), Michael Beirne (vice), Curt Barrett (cittadino di Laramie), Paul Birch (Carl Bruner), Stewart Bradley (Harkness), X Brands (Raven Wing), Michael Carr (Tall Bow), Dean Harens (sacerdote), Stella Garcia (Maria)

## Dark Destiny
- Prima televisiva: 29 aprile 1964

### Trama
- Guest star: Edward Faulkner (Striker), Brenda Scott (Billy Jo Conrad), William Smith (Bill), Robert J. Wilke (Conrad)

## A Man Called Kane
- Prima televisiva: 6 maggio 1964

### Trama
- Guest star: Merry Anders (Donna Durrell), Cal Bartlett (Bill), Dick Foran (Duggan), Mauritz Hugo, Kenneth Patterson, Jeremy Slate (Johnny Kane/Benton)